# Adescamento
Adescamento, nel diritto è il reato commesso da chi, in luogo pubblico, con atti o parole, offre prestazioni sessuali a pagamento e non.
Adescamento di minorenne, indica invece il reato è commesso da chi istiga un minore di anni 18 a commettere atti sessuali. In particolare, per il reato di istigazione a pratiche di pedofilia e di pedopornografia in Italia è stata ratificata la Convenzione di Lazaronte che dal 2012 punisce anche reati commessi online.